# Austin Nichols (cestista 1994)
Robert Austin Nichols (Memphis, 20 settembre 1994) è un ex cestista statunitense.